# Каатинга плямистокрила
Каати́нга плямистокрила (Microrhopias quixensis) — вид горобцеподібних птахів родини сорокушових (Thamnophilidae). Мешкає в Мексиці, Центральній і Південній Америці. Це єдиний представник монотипового роду Плямистогорла каатинга (Microrhopias). Виділяють низку підвидів.

## Опис
Довжина птаха становить 11-12 см, вага 7,5-12,5 г. Виду притаманний статевий диморфізм. Самці мають переважно переважно чорне забарвлення, на крилах у них білі плями, на плечах і в центрі спині малопомітні біля плями, хвіст округнлий з білим кінчиком. У самиць верхня частина тіла темно-сіра, нижня частина тіла рудувато-коричнева або руда. У молодих птахів верхня частина тіла попелясто-бура. нижня частина тіла світло-коричнева або тьмяно-коричнева. У молодих самиць нижня частина тіла більш руда.
Самці різних підвидів вирізніються кількістю білих плям на крилах у хвості. Самиці різних підвидів вирізняють також відтінком верхньої частини тіла і забарвленням нижньої частини тіла. Зокрема, у самиць підвиду M. q. bicolor верхня частина тіла блідо-сіра, у самиць підвиду M. q. quixensis горло чорне, у самиць підвиду M. q. nigriventris чорними є також живіт і пдборіддя, у самиць підвиду M. q. emiliae нижня частина тіла переважно чорна, за винятком рудих грудей.

## Підвиди
Виділяють десять підвидів:
- M. q. boucardi (Sclater, PL, 1858) — південний схід Мексики (від східного Веракруса і північно-східної Оахаки до півдня півострова Юкатан), Беліз, схід Гватемали і північ Гондураса;
- M. q. virgatus (Lawrence, 1863) — від південно-східного Гондураса і східного Нікарагуа на південь до західної Панами;
- M. q. consobrina (Sclater, PL, 1860) — східна Панама (схід Ґуна-Яли, Дар'єн), захід і центр Колумбії і захід Еквадору (на південь до Гуаяса);
- M. q. quixensis (Cornalia, 1849) — південь Колумбії (Путумайо, Какета), схід Еквадору і північний схід Перу (північ Лорето, на північ від Амазонки і Мараньйона);
- M. q. intercedens Zimmer, JT, 1932 — схід центрального Перу (на південь від Амазонки, на обох берегах Укаялі) і південний захід Бразильської Амазонії (на схід до Мадейри);
- M. q. nigriventris Carriker, 1930 — східні схили і передгір'я Анд в центральному Перу (від Сан-Мартіна до Куско);
- M. q. albicauda Carriker, 1932 — південний схід Перу (південь Куско, південний схід Укаялі, Мадре-де-Дьйос, Пуно);
- M. q. microstictus (Berlepsch, 1908) — північний схід Бразильської Амазонії (північ Рорайми, крайній північний схід Пари, Амапа), південна Гаяна, Суринам і Французька Гвіана;
- M. q. bicolor (Pelzeln, 1868) — південь центральної Бразильської Амазонії (від Мадейри на схід до річок Тапажос і Телес-Пірес, на південь до Рондонії і на північ до західного Мату-Гросу;
- M. q. emiliae Chapman, 1921 — схід центральної Бразильської Амазонії (від Тапажоса на схід до Токантінса і на південь до крайньої півночі Мату-Гросу).

## Поширення і екологія
Плямистокрилі каатинги мешкають в Мексиці, Гватемалі, Белізі, Гондурасі, Нікарагуа, Коста-Риці, Панамі, Колумбії, Еквадорі, Перу, Болівії, Бразилії, Гаяні, Суринамі, Французькій Гвіані. Вони живуть в чагарниковому і бамбуковому підліску вологих рівнинних і заболочених тропічних лісів з великою кількістю ліан, на узліссях і галявинах, в густих вторинних заростях та на плантаціях какао. Зустрічаються парами або невеликими сімейними зграйками, на висоті до 1100 м над рівнем моря. Іноді приєднуються до змішаних зграй птахів. 
Плямистокрилі каатинги живляться комахами і павуками, яких шукають в густій рослинності на висоті від 1 до 4 м над землею, переважно серед лоз і ліан та серед повалених дерев. Сезон розмноження триває з січня по серпень. Гніздо глибоке, чашеподібне або мішечкоподібне, робиться з сухого листя, скріпленого рослинними волокнами, його край прикріплюється до тонкої гілки. Воно розміщується в густій рослинності на висоті від 1 до 12 м над землею. В кладці 2 білих яйця, поцяткованих коричневими плямками